# The Grand Tour (album)
Cet article concerne l'album de George Jones. Pour la chanson homonyme, voir The Grand Tour.
Albums de George Jones
In a Gospel Way
(1973) George and Tammy and Tina
(1975)
The Grand Tour est un album de l'artiste américain de musique country George Jones. Il est sorti en 1974 sur le label Epic Records.

## Réception
En 2005, l'album est inclus dans la liste des 1001 albums à écouter avant de mourir.

## Liste des pistes
| No  | Titre                                       | Durée |
| --- | ------------------------------------------- | ----- |
| 1.  | The Grand Tour                              | 3:06  |
| 2.  | Darlin'                                     | 2:05  |
| 3.  | Pass Me By (If You're Only Passing Through) | 2:59  |
| 4.  | She'll Love the One She's With              | 2:45  |
| 5.  | Once You've Had the Best                    | 2:40  |
| 6.  | The Weatherman                              | 2:14  |
| 7.  | Borrowed Angel                              | 3:04  |
| 8.  | She Told Me So                              | 2:54  |
| 9.  | Mary Don't Go 'Round                        | 2:06  |
| 10. | Who Will I Be Loving Now                    | 2:30  |
| 11. | Our Private Life                            | 2:20  |

## Positions dans les charts
Album – Billboard (Amérique du nord)
| Année | Chart          | Position |
| ----- | -------------- | -------- |
| 1974  | Albums country | 11       |